# 大政絢
大政絢（1991年2月4日—），是於日本北海道瀧川市出身的模特兒和女演員。所屬事務所為Stardust Promotion。

## 生涯
以模特兒身分活躍於時裝雜誌《CANDY》，並在2007年成為《Seventeen》的專屬模特兒（和演員波瑠同期）。後來被曾發掘宮崎葵、堀北真希、夏帆等演員的著名製作人丹羽多聞發堀提拔，主演BS-i电视台製作的短篇電視劇『TOKYOかしましガールズ』出道，並多次主演短篇電視劇『恋する日曜日』（此短篇電視劇一集為半小時，都是以年輕女主人公青澀、清新風格為主的戀愛故事，歷代攜帶刑事的主演都演過『恋する日曜日』，可說是新人女演員提供練習演技的作品），也在後來的《手机刑警钱形海》、《東京少女 大政絢》中多次擔任主演。
2010年1月、出演電視劇《完美小姐進化論》榮獲第13回 日刊體育日劇大賞 最佳女配角獎。
2010年12月、自雜誌《Seventeen》畢業，2011年1月19日發行個人寫真集《Aya Omasa First Photo Book》。
2011年、首次主演電影《說謊的男孩與壞掉的女孩 》（嘘つきみーくんと壊れたまーちゃん），及《行動刑事 THE MOVIE 3 》。
2021年12月28日，於Instagram宣布與樂團ONE OK ROCK的吉他手Toru(山下亨)結婚。

## 演出

### 電視劇
- 2006年9月 《東京少女（日语：東京少女）》第6話「TOKYOかしましガールズ」 飾 千春
- 2006年9月 《一生忘れない物語（日语：一生忘れない物語）》第2話「Million Films」
- 2006年11月《おとなの眼鏡 11月》飾 西園寺友香
- 2006年12月《戀愛的星期日》飾 津木野ユリ
- 2007年1月《花樣男子2》飾 3年C班的學生
- 2007年5月《戀愛的星期日—第3季》
- 2007年7月《手機刑警 錢形海》（手機刑事錢形海）》飾 錢形海
- 2007年7月《先生道（日语：先生道）》第5話 飾 繪里
- 2008年3月《NEW TYPE 〜愛のために〜（日语：ニュータイプ ただ、愛のために）》第1話 飾 津木野由理
- 2008年4月《サクラノウタ》飾 絢
- 2008年6月《81diver》飾 菅田步美
- 2008年6月《怪談新耳袋》 飾 井元夏美
- 2008年7月《太陽與海的教室》飾 次原雪乃
- 2008年7月《東京少女大政絢（日语：東京少女）》飾 大政絢
- 2008年12月《Pocky 4Sisters!》飾 長女 — 木所絢
- 2009年1月《我的帥管家》飾 華山梨華
- 2009年5月《恋とオシャレと男のコ（日语：恋とオシャレと男のコ）》飾 絢
- 2009年7月《零秒出手》飾 上矢優里
- 2009年10月 《來自偵探X的挑戰狀!（日语：探偵Xからの挑戦状!）》飾 畑中操
- 2010年1月《完美小姐進化論》飾 中原須奈子
- 2010年4月《三代目明智小五郎～今日明智被殺害～》飾 早川
- 2011年1月《美咲No.1》飾 桜井唯
- 2011年7月《鐵拳對鋼拳》飾 七瀨千秋
- 2011年10月《怪盜Royale（日语：怪盗ロワイヤル）》飾 片桐夏蓮
- 2012年1月 《草莓之夜》飾 下坂美樹
- 2012年1月 《神聖怪物們》飾 平井瑤子
- 2012年4月 《三毛貓福爾摩斯推理》飾 片山晴美
- 2012年7月 《結婚同窗會 〜SEASIDE LOVE〜（日语：結婚同窓会 〜SEASIDE LOVE〜）》飾 相羽海音
- 2012年10月 《レジデント～五人の研修醫》（五名實習醫生）飾 小岩井陽菜子
- 2013年4月 《ヴァンパイア・ヘヴン（日语：ヴァンパイア・ヘヴン）》飾 櫻子
- 2013年5月 《破案蜥蜴》- 第三話 飾 永田美月
- 2013年5月 《世界奇妙物語》`13 春之特別篇 - 花子的階梯 飾 小谷千紗子
- 2013年7月 《假面教師》飾 市村美樹
- 2014年1月-3月 《夜之教師（日语：夜のせんせい）》（夜之教師/夜野老師）飾 上奈瑠奈
- 2014年2月6日 《鼠馳江戸》（鼠小僧）- 第五話 飾 お里
- 2014年7月-9月 《水球不良少年》（水球不良少年）飾 青山千春
- 2015年4月-6月《獻給阿爾吉儂的花束》飾 小出舞
- 2016年4月-6月《我不是無法結婚，是不婚》飾 野村梨花
- 2016年12月20日 《わたしに運命の恋なんてありえないって思ってた（日语：わたしに運命の恋なんてありえないって思ってた）》飾 桃瀬 はるか
- 2017年4月-6月《其實並不在乎你》飾 飯田香子
- 2018年4月-6月《愛情重跑》飾 小笠原杏子
- 2018年10月-12月《昭和元祿落語心中》飾 美代吉
- 2019年1月-2月《週六劇三 日月》飾 大島蘭
- 2019年4月-6月 《情婦 ~ 女人的秘密 ~（日语：情婦～女人的秘密～）》飾 水島十里
- 2021年6月-7月 《ひとりで飲めるもん!（日语：一個人也能喝）》飾 紅河明
- 2021年9月-10月 《正義的天秤（日语：正義の天秤）》飾 桐生實雪
- 2022年6月-7月 《理想的男友》飾 小野寺優芽子
- 2023年5月-6月 《正義的天秤season2》飾 桐生實雪

### 電影
- TOPLESS（2008年6月7日公開）飾演カナ
- ニュータイプ 〜ただ、愛のために〜（2008年11月22日公開﹞主演 津木野ユリ
- 說謊的男孩與壞掉的女孩﹝2011年1月22日公開﹞主演 御園麻由
- 手機刑事 THE MOVIE 3﹝2011年2月5日公開﹞主演 錢形海
- 天國之吻﹝2011年6月4日公開﹞ 飾演 櫻田 實和子
- 我們的After School（2011年11月5日公開）- 飾演 古川真希
- 黑貓露西（2012年10月6日公開）- 飾演 里中渚
- 劇場版 假面教師 (2014年2月22日公開)- 飾演 市村美樹
- Cosmetic Wars (2017年3月11日公開)- 主演 三澤茜
- 劇場版 P與JK (2017年3月25日公開)- 飾演 小森文
- 玲音玲男（日语：レオン_(漫画)#実写映画） (2018年2月24日公開)- 飾演 Salina Yamaguchi
- 劇場版 完美世界 與你在一起的奇跡 (2018年10月5日公開)- 飾演 雪村美姫

### 廣告
- 日本民間放送連盟 CMのCMキャンペーン｢キミをふりむかせたい〜工事現場編」（2008年）

### 雜誌
- 《CANDy》
- 《別冊マーガレット》
- 《Seventeen》(集英社)
- 《purepure》
- 《LemonteenPLUS》
- 《Girls》
- 《non-no》

### 寫真集
- スクールガール（2005年8月27日）
- 夏少女
- B.L.T. U-17 sizzleful girl vol.3
- @me.（2007年3月24日）

## 外部連結
- Stardust Promotion 大政絢（页面存档备份，存于）
- 大政絢ameblo（页面存档备份，存于）

1. ↑  這畫面太美好！女星大政絢閃婚ONE OK ROCK吉他手　雙曬照曝喜訊 （页面存档备份，存于）.噓！星聞，2021年12月28日